# 绥化学院
绥化学院是位于中华人民共和国黑龙江省绥化市北林区的一所地方普通高等院校。学校隶属于黑龙江省教育厅，并由黑龙江省人民政府领导和管理。其前身为1953年成立的绥化师范学校，1977年升格为绥化师范专科学校，并于2004年成为本科层次的绥化学院，延续至今，同时也是绥化市第一所本科层级的大学；学校开设了教育学、文学、理学、工学、农学、经济学、管理学、艺术学等八个学科门类的专业，是一所学科门类较为齐全的綜合性、应用型的大學。作为黑龙江省第一所为身心障碍人士举办高等教育的公办本科高等学校，学校致力于培养在特殊教育领域合格的教师，在特殊教育领域具有发展优势，为中国大陸身心障碍者教育事业做出了一定贡献；并已经成为黑龙江省特殊教育师资、艺术人才培养基地。

## 历史沿革
中华人民共和国成立后的1953年，黑龙江省教育厅根据“整顿巩固，重点发展，提高质量，稳步前进”的全国文教总方针，对省内的师范教育进行了调整，并在绥化县县城西南郊创立绥化师范学校；:422:15在大跃进期间，该校因大办工厂，实行教育与生产劳动相结合的教育模式而受到黑龙江省教育厅的表彰；:4431971年，绥化地区革命委員會在其基础上组建了绥化地区师范学校。1976年12月，绥化地区师范学校开设了中文、数学两个高等师范班，并招收了100名学生；开始提供大学教育。文化大革命結束後的1977年12月，中華人民共和國恢復普通高等學校招生全國統一考試制度，教育部開始整頓國內教學秩序，学校招收了第一批通过统考制度入学的大学班、大专班学生；:566
1978年，中华人民共和国国务院批准成立绥化师范专科学校，成为文革以后中华人民共和国政府设立的首批高等师范专科学校之一。:4952004年，经中华人民共和国教育部批准，绥化师范专科学校升格为绥化学院。2013年，绥化学院首次通过了中华人民共和国教育部本科教学工作合格评估，2017年，学校获批成为硕士学位授权项建设高校。

## 校园环境
自1953年建校以来，绥化学院校址就位于今黑龙江省绥化市北林区市区的黄河南路18号，与黑龙江省省会哈尔滨相距约70公里；聯外交通便利，自2019年起，绥化市公交23路开始經行學校周遭道路，可經由部分線路來往於绥化市市區及绥化火车站等交通樞紐。受到中溫帶大陸性季風氣候的影響，绥化学院春季大風易旱，夏季温热晴朗、时常有雨，秋季短暂而涼爽，冬季严寒漫长、乾燥而多雪。绥化学院的各二级学院分布在汇文楼、外语楼、教学主楼、美术楼、音乐楼等教学建筑内；校园内还设有學生宿舍、食堂、综合实验楼、电气与自动化实训中心、大学生创新创业基地及体育馆场等設施，可以滿足師生的教学与日常生活需求。由于教学规模的扩大，学校也有兴趣建立新校区。

## 学术研究

### 学科设置
2022年，绥化学院设有13个二级学院，并开设44个本科专业；专业涵盖了教育学、文学、理学、工学、农学、经济学、管理学、艺术学等八个学科门类。其中，学校的特殊教育学院自2007年开办特殊教育专业，并于2013年开始招收听觉障碍学生，有资格主办听障生高等教育单独招生考试，从而使得绥化学院为黑龙江省第一所为身心障礙学生提供高等教育的本科院校，此后，特殊教育更成为该校第一个进入中国大陸“国家一流本科专业”建设点的本科专业，其课程内的特殊儿童康复概论、中國手語课均在黑龙江省内享有声誉。绥化学院继承了包括数学与应用数学、汉语言文学、特殊教育、小学教育、学前教育、英语、美术学、音乐学、体育教育在内绥化师范专科学校时期的师范类专业，因此绥化学院也有资格招收公费师范生，为该省培养合格的中小学及幼儿园教师。

### 學術資源及科研成就
在艺术学领域，绥化学院基于其“地方性、应用型”的办学定位，凭借着位在泥河陶瓷的发祥地绥化市的地理位置、人文资源优势，建立了陶艺研究所及陶艺实践基地，以传承发展泥河陶、绥棱黑陶等本土陶瓷艺术文化，并在陶瓷技术手法上做出了一定创新，其中陶艺实践基地已经获黑龙江省教育厅“省科普教育基地”称号；另外学校的剪纸艺术研究也享有良好的声誉，相应的中国剪纸课程也被列为黑龙江省级“精品在线开放课程”。故学校在陶艺和剪纸艺术、望奎皮影戏等传统文艺领域均有深入研究，现今这些地方非物质文化遗产也有产业化的趋势。
在理学与工学领域，绥化学院拥有电工电子实验教学中心、化学实验中心等2个省级实验教学示范中心；另外该校的环境催化与储能材料实验室则为黑龙江省重点实验室。在特殊教育领域，作为黑龙江省第一所招收身心障碍学生的本科高校，绥化学院不仅与同省教育厅、省残联合作共建特殊教育学院，还建有残疾人高等教育基础实验室和医教结合康复中心，以提升学校为听觉障碍学生提供本科教育教学、服务黑龙江省特殊教育事业的水平。在农学领域，绥院致力于发展以玉米、食用菌产业为代表的绥化市农业产业，并将其列入自身的特色发展战略，形成良好的玉米产业服务氛围，通过校食品药品检验检测中心等研究机构，希冀打造玉米产业人才培养的特色。

## 校园文化
学校的校训是“厚德载物、经世致用”；办学理念是“质量立校、特色兴校、人才强校”；办学精神则是“自强不息、创业创新”，并以“地方性、应用型、开放式、国际化”为办学定位，学校的诸精神文化也体现在其办学特色及自我定位上。学校致力于保护、发扬陶艺和剪纸艺术、望奎皮影戏等地方非物质文化遗产，也通过在校内文化展演活动在一定程度上傳承、創新了这些文艺，亦丰富了学校师生的生活。
作为黑龙江省第一个招收听觉障碍学生的本科大学，绥化学院在校园生活上不仅通过手语志愿服务队、建立听障生艺术团助力听障生融入校园，也通过开设剪纸、舞蹈、粮食镶嵌画、葫芦烙画等一系列特色课程，充实听障生的艺术文化生活，增加听障生的就业机能。